# Goudelancourt-lès-Pierrepont
Goudelancourt-lès-Pierrepont é uma comuna francesa na região administrativa de Altos da França, no departamento de Aisne. Estende-se por uma área de 8,73 km². Em 2010 a comuna tinha 137 habitantes (densidade: 15,7 hab./km²).